# Listige Manguste
Die Listige Manguste (Dologale dybowskii) ist eine im zentralen Afrika lebende Raubtierart aus der Familie der Mangusten (Herpestidae).
Der Artzusatz im wissenschaftlichen Namen ehrt den polnisch-französischen Forschungsreisenden Jean Dybowski.

## Merkmale
Listige Mangusten zählen zu den kleineren Vertretern ihrer Familie. Sie erreichen eine Kopfrumpflänge von 25 bis 33 Zentimeter, eine Schwanzlänge von 16 bis 23 Zentimeter und ein Gewicht von 300 bis 400 Gramm. Ihr Fell ist kurz und weich, es ist an der Oberseite bräunlich gefärbt. Kopf und Nacken sind dunkler, fast schwarz und die Unterseite ist rötlichgrau. Sie ähneln somit den Zwergmangusten. Die Schnauze ist nicht langgestreckt, die Zahnformel lautet I 3/3 - C 1/1 - P 3/3 - M 2/2, insgesamt also 36 Zähne.

## Verbreitung und Lebensraum

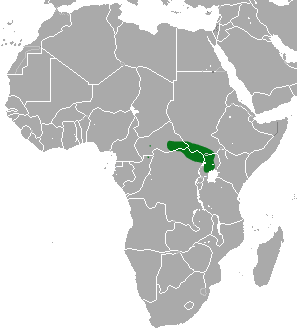
Verbreitungsgebiet der Listigen Manguste

Das Verbreitungsgebiet dieser Manguste ist nicht genau bekannt. Funde gibt es im Süden der Zentralafrikanischen Republik, im Nordosten der Demokratischen Republik Kongo, im südlichen Sudan und dem westlichen Uganda. Möglicherweise erstreckt sich ihr Vorkommen weiter nach Westen als bisher bekannt, bis in die Republik Kongo. Sie bewohnen vorwiegend baumbestandene Gebiete und finden sich dabei sowohl in Savannen- als auch in Gebirgswäldern.

## Lebensweise
Über die Lebensweise dieser Tiere ist kaum etwas bekannt. Die starken Krallen und eher weichen Zähne lassen schließen, dass sie im Boden nach Nahrung graben und dabei vorwiegend wirbellose Tiere zu sich nehmen. Sie sind vermutlich tagaktiv und schlafen in Baumhöhlen oder Termitenhügeln.

## Bedrohung
Die Listige Manguste ist nur von einigen Museumsexemplaren und wenigen älteren Sichtungen bekannt. Seit über zwei Jahrzehnten gibt es keine bestätigten Berichte mehr über sie. Daher lassen sich auch keine Angaben zum Gefährdungsgrad machen, die Weltnaturschutzunion IUCN listet die Art in der Kategorie „keine ausreichenden Daten“ (Data Deficient).